# Грб Непала
Грб Непала је званични хералдички симбол Савезне Демократске Републике Непал. Грб има облик амблема, а усвојен је 30. децембра 2006. године.
Састоји се од заставе Непала, Монт Евереста, зелених поља, мушке и женске руке што се рукују и венца рододендрона. Испод грба је трака с натписом "जननी जन्मभूमिश्च स्वर्गादपी गरीयसी" (Мајка и домовина су већи од неба).

## Галерија
- Грб Краљевине Непал (1935).
- Грб Краљевине Непал (1935—1946).
- Грб Краљевине Непал (1946).
- Грб Краљевине Непал (1962—2008).